# Публій Валерій Публікола (консул 508 до н. е.)
Публій Валерій Публікола (лат. Publius Valerius Publicola) або Поплікола (лат. Publius Valerius Volusi f. Poplicola) (560—503 до н. е.) — визначний політичний і військовий діяч ранньої Римської республіки, консул 508, 507 і 504 до н. е., консул-суффект 509 до н. е. Був одним із чотирьох лідерів повстання проти монархії і тому вважається одним із засновників Римської республіки.

## Життєпис
Походив з патриціанського роду Валеріїв. Син Волусія Валерія. Вочевидь Публій Валерій був досить впливовим сенатором Риму за часів Тарквінія Гордого. Після вигнання останнього в 509 році до н. е. Публій Валерій підтримав республіканців. Втім відійшов від справ, коли першими консулами стали Луцій Юній Брут та Луцій Тарквіній Коллатін. Побоюючись того, що Публій перейде на бік царя Тарквінія II, Брут наказав усім громадянам скласти присягу на вірність римському народу. Незважаючи на образи Валерій був одним з першим, хто присягнув.
Проте становище залишалося загрозливим. Тарквіній вів перемовини з плебеями та патриціями стосовно свого повернення. Водночас таємно зв'язався з патриціями з родів Аквіліїв та Вітелліїв стосовно скинення республіканського ладу. Цю змову підтримували родичі консулів. Втім про це дізнався Публій Валерій, який домігся страти змовників.
Але Тарквіній Коллатін співчував змовникам, тому під тиском Брута та Лукреція Триципітіна залишив свою посаду. У 509 до н. е. консулом-суфектом став Публій Валерій. Цього ж року почалася війна із скинутим царем Тарквінієм, якого підтримали деякі етруські міста, та Римом. В одній з вирішальних битв загинув Луцій Брут. Проте жодна із сторін не досягла вирішального успіху. Того часу Публій Валерій провів низку законів, згідно з якими будь—який громадянин міг стати консулом, а їх рішення могли оскаржуватися, не можна було займати магістратури всупереч закону, суворо заборонялося відновлювати царську владу, голота звільнялася від податків, скарбниця не повинна бути у розпорядженні консулів. За усі ці значні правові реформи на користь народу Валерій отримав когномен «Публікола».
У 508 до н. е. Публія Валерія обрано консулом спільно з Тітом Лукрецієм Триципітіном. На цій посаді захищав Рим від Порсени, царя міста Клузій. Після запеклих боїв етруски відступили, отримавши римських заручників. Втім за це Валерій отримав тріумф.
У 507 до н. е. його знову обрано консулом, цього разу спільно з Марком Горацієм Пульвіллом. Продовжував зміцнювати оборону Риму від можливих атак з боку етрусків та роду Тарквініїв. Також зумів розбити сабінян. За ці звитяги отримав тріумф.
У 504 до н. е. його втретє обрано консулом, цього разу спільно з Тітом Лукрецієм Триципітіном. Під час своєї каденції закінчив раніше розпочату війну проти сабінян. Також зумів відбити напад з боку міста Вейї. За це здобув черговий тріумф. 503 року до н. е. помер.

## Родина
- Валерія

## Вшанування
На честь Публія Валерія Публіколи «батьки-засновники» США Александер Гамільтон, Джеймс Медісон і Джон Джей назвали свій колективний псевдонім до «Федераліста» (1788) — збірника з 85 статей на підтримку ратифікації Конституції США, який пояснює положення Конституції самими її авторами.